# Шуљамачка главица
Шуљамачка главица је географска одредница која се налази се на јужним падинама Фрушке горе.
Према легенди, први чокоти винове лозе на Фрушкој гори засађени су баш овде на Шуљамачкој главици, за време царевања Марка Аурелија Проба (276–278).
Налази се на самом ободу шуме, на надморској висини од 150 метара и поседује погодне услове за узгој винове лозе. Осим виноградима, овај потез је покривен и воћњацима и пољима разноврсних житарица. Са овог места се пружа широк поглед на Срем, па није изненађење што се овде налази и велики број викендица. Цео потез одише хармонијом између шуме, винограда, ливада и воћњака. У непосредној близини, на путу ка Летенци, налази се извор Источник.
До Шуљамачке главице можете доћи путем из Шуљма, или маркираном стазом кроз шуму, из правца Летенке.